# Rudolf Matz
Rudolf Wojciech Matz (ur. 22 września 1903 w Jasieniu, zm. 3 września 1953) – polski inżynier mechanik, konstruktor lotniczy, szybownik.

## Życiorys
Rudolf Matz urodził się 22 września 1903 w Jasieniu (obecnie Ustrzyki Dolne) w rodzinie Alberta i Wandy z domu Michalewskiej. W zakresie szkoły podstawowej i szkoły średniej kształcił się we Lwowie. W 1921 ukończył VIII klasę w VI Gimnazjum im. Stanisława Staszica we Lwowie, w ostatnim roku szkolnym uczestniczył w wojnie polsko-bolszewickiej, a 2 czerwca 1921 zdał tamże egzamin dojrzałości. Rozpoczął studia na Wydziale Mechanicznym Politechnice Lwowskiej.
W okresie studiów, od 1924 roku, był czynnym członkiem Związku Awiatycznego Studentów Politechniki Lwowskiej, gdzie współpracował z Wacławem Czerwińskim, Władysławem Jaworskim, Bolesławem Gałęzowskim, Kazimierzem Twardowskim, Zygmuntem Laskowskim, Franciszkiem Janikiem, Bolesławem Łopatniukiem, Szczepanem Grzeszczykiem, Adamem Nowotnym, Franciszkiem Kotowskim i innymi. Brał udział m.in. w 1928 roku w pierwszej wyprawie szybowcowej, zorganizowanej przez Związek Awiatyczny Studentów Politechniki Lwowskiej pod Złoczów. 25 kwietnia 1929 jako trzeci Polak uzyskał kat. „C” pilota szybowcowego. Ponadto odbył szkolenie na samolotach silnikowych, uzyskując licencję pilota turystycznego. W 1930 był skarbnikiem Związku Awiatycznego. W 1930 roku przeżył wypadek na szybowcu CW-II co na długi czas wyłączyło go z latania. 
W tym okresie opracował nowatorski projekt silnika lotniczego z dzielonym wałem. Projekt nie został wdrożony do produkcji, kilka lat później podobne rozwiązanie wprowadziła wytwórnia silników lotniczych Hirth w Niemczech.
Brał udział we wszystkich wyprawach szybowcowych Aeroklubu Lwowskiego do Bezmiechowej. W latach 1933–1936 był kierownikiem technicznym zlokalizowanej tam szkoły szybowcowej, zbudował tam i obsługiwał stację meteorologiczną i radiową. W międzyczasie, od 1934 roku, pracował jako instruktor szybownictwa w Fordońskiej Szkole Szybowcowej. Od 1937 aż do wybuchu II wojny światowej w 1939 pracował w Instytucie Techniki Szybownictwa i Motoszybownictwa we Lwowie, na stanowisku kierownika działu badawczo-konstrukcyjnego. Kierował m.in. pracami nad motoszybowcami ITS-8, ITS-8M i ITS-8W. Opracował oryginalne rozwiązanie chowanego podwozia dla tych motoszybowców. W 1938 roku opracował z A. Barączem aparaturę radiową przystosowaną do użycia w szybowcu. W 1939 roku ukończył studia na Politechnice Lwowskiej i na podstawie pracy dyplomowej pt. „Silnik lotniczy sześciocylindrowy” uzyskał tytuł inżyniera mechanika.
Po zajęciu Lwowa przez Armię Czerwoną pracował w Lwowskich Warsztatach Lotniczych, gdzie był kierownikiem biura konstrukcyjnego. Działał w konspiracji, należał o sekcji „Południe” wydziału wywiadu Zagranicznego Komendy Głównej Armii Krajowej zajmującej się m.in. wywiadem lotniczym. Wiosną 1944 roku został aresztowany przez Gestapo, został uwolniony tuż przed wkroczeniem Rosjan do Lwowa. 
Po wojnie wykładał na pierwszych kursach dla instruktorów w Goleszowie oraz powrócił do pracy konstrukcyjnej w Instytucie Szybownictwa w Bielsku. Został tam zatrudniony jako kierownik działu naukowo-badawczego a następnie jako kierownik wydziału technicznego. Od 1946 roku prowadził wykłady z osprzętu i nawigacji lotniczej na Wydziale Komunikacji Akademii Górniczej w Krakowie. Pod koniec stycznia 1946 roku brał udział w komisji oceny na projekt motoszybowca, którego otwarty konkurs został rozpisany w listopadzie 1945 roku przez Departament Lotnictwa Cywilnego Ministerstwa Komunikacji. Członkami tej komisji byli wybitni specjaliści w dziedzinie techniki lotniczej, znani i cenieni za swoje dokonania nie tylko w Polsce. Włożyli oni duży wkład w rozwój polskiego przedwojennego i powojennego lotnictwa cywilnego i wojskowego. Komisja zdecydowała, że I miejsce otrzymał projekt motoszybowca „Pegaz” inż. Tadeusza Chylińskiego. Był członkiem zespołu pracującego nad rekonstrukcją dokumentacji technicznej szybowca WWS-1 Salamandra, który wszedł do produkcji jako IS-A Salamandra. Jednocześnie był kierownikiem Katedry Budowy Lotnisk i Eksploatacji Lotniczej na Wydziale Komunikacji Wydziałów Politechnicznych Akademii Górniczej. W 1948 roku skonstruował w Bielsku szybowiec szkolny IS-3 ABC, który wszedł do produkcji seryjnej.
Po likwidacji w 1950 oddziału lotniczego na Wydziale Komunikacji w Krakowie, przeniósł się do Wrocławia, gdzie objął katedrę osprzętu lotniczego na nowo otwartym Wydziale Lotniczym Politechniki Wrocławskiej. Został tam prodziekanem i wykładał m.in. zagadnienia osprzętu. Był odznaczony Srebrnym Krzyżem Zasługi oraz Medalem Niepodległości. Zmarł 3 września 1953 roku we Wrocławiu, został pochowany na tamtejszym cmentarzu św. Wawrzyńca.